# Independence (Oregon)
Independence – miasto w Stanach Zjednoczonych, w stanie Oregon, w hrabstwie Polk.